# Żardeniki (Jeziorany)
Żardeniki (deutsch Scharnigk) ist ein Ort in der polnischen Woiwodschaft Ermland-Masuren. Er gehört zur Gmina Jeziorany (Stadt-und-Land-Gemeinde Seeburg) im Powiat Olsztyński (Kreis Allenstein).

## Geographische Lage
Żardeniki liegt zwischen dem Jezioro Ławki (Elsauer See) und dem Jezioro Luterskie (Großer Lauternsee) in der nördlichen Mitte der Woiwodschaft Ermland-Masuren, 24 Kilometer südwestlich der früheren Kreisstadt Rößel (polnisch Reszel) bzw. 30 Kilometer nordöstlich der heutigen Kreismetropole und auch Woiwodschaftshauptstadt Olsztyn (deutsch Allenstein).

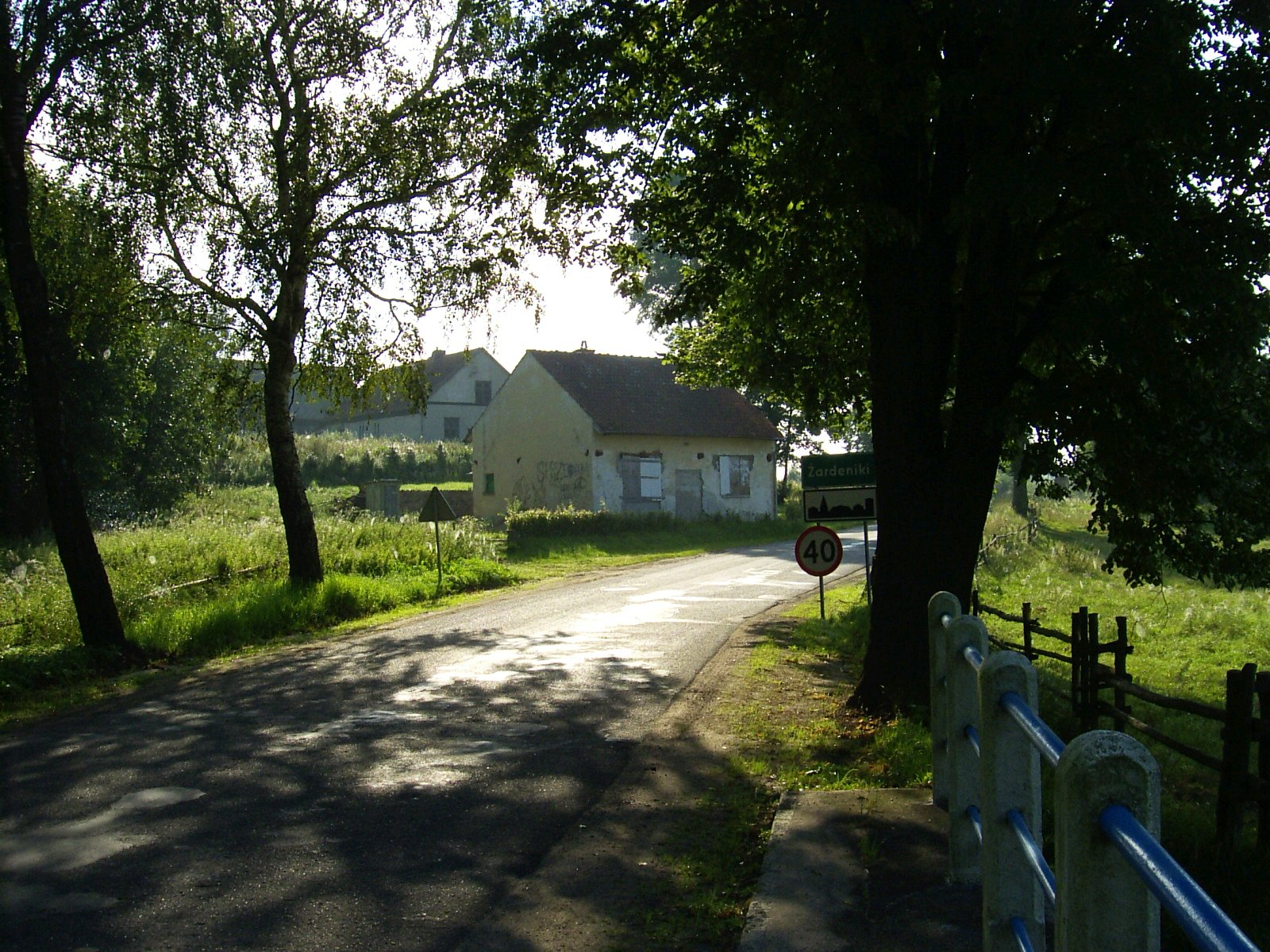
Dorfstraße in Żardeniki

## Geschichte
1306 ist das Gründungsjahr von Scharnigk: am 29. Juli jenes Jahres verlieh der ermländische Bischof Eberhard von Neisse dem Dietrich Luningenberg Land im Felde Schardenitten. Im Jahre 1785 wurde Scharnigk als königliches Bauerndorf mit 22 Feuerstellen erwähnt, im Jahre 1820 ebenfalls mit 30 Feuerstellen bei 173 Einwohnern.
1874 kam Scharnigk zum neugebildeten Amtsbezirk Elsau (polnisch Olszewnik) im ostpreußischen Kreis Rößel und gehört ihm bis 1945 an.
299 Einwohner waren 1885 in Scharnigk registriert, 262 waren es 1910. Ihre Zahl veränderte sich bis 1993 auf 267 und belief sich 1939 auf 252.
Das gesamte südliche Ostpreußen wurde 1945 in Kriegsfolge an Polen abgetreten. In diesem Zusammenhang erhielt Scharnigk die polnische Namensform „Żardeniki“ und ist heute eine Ortschaft innerhalb der Stadt-und-Land-Gemeinde Jeziorany (Seeburg) im Powiat Olsztyński (Kreis Allenstein), von 1975 bis 1998 der Woiwodschaft Olsztyn, seither der Woiwodschaft Ermland-Masuren zugehörig.

## Kirche
Scharnigk war bis 1945 in die evangelische Kirche Seeburg (Ostpreußen) in der Kirchenprovinz Ostpreußen der Kirche der Altpreußischen Union, außerdem in die römisch-katholische St.-Bartholomäus-Kirche Seeburg im damaligen Bistum Ermland eingepfarrt.
Żardeniki gehört auch heute katholischerseits zur Pfarrei Jeziorany, die nun dem Erzbistum Ermland zugeordnet ist. Die evangelischen Einwohner orientieren sich zur Christus-Erlöser-Kirche Olsztyn (Allenstein) in der Diözese Masuren der Evangelisch-Augsburgischen Kirche in Polen.

## Verkehr
Żardeniki liegt an der verkehrsreichen Woiwodschaftsstraße 593 nur etwa 35 Kilometer östlich des namensgleichen und ebenfalls zum Powiat Olsztyński gehörenden Ort Żardeniki (Scharnigk, Kreis Heilsberg) in der Gmina Świątki (Landgemeinde Heiligenthal). Zwei Nebenstraßen aus den Nachbardörfern Pierwągi (Porwangen), Piszewo (Pissau, 1910 bis 1945 Waldensee) bzw. Miejska Wieś (Bürgerdorf) enden in Żardeniki. Eine Bahnanbindung besteht nicht.